# Trio pour clarinette, violon et piano en sol mineur de Khatchatourian
Le Trio pour clarinette, violon et piano en sol mineur est une œuvre du compositeur soviétique arménien Aram Khatchatourian composée en 1932.
Cette pièce est une œuvre de jeunesse d'Aram Khatchatourian alors qu'il étudie encore au conservatoire de Moscou à l'âge de 29 ans; elle est déjà représentative du style de ces futures compositions. Sergueï Prokofiev remarque ce Trio pour clarinette, violon et piano et le fait interpréter à Paris.
La partition est publiée aux éditions Sikorski.

## Structure
La pièce comprend trois mouvements :
1. Andante con dolore
2. Allegro
3. Moderato

« Le style est d'une grande extrême liberté, naturellement rapsodique, clarinette et violon travaillant en duo dans l'énoncé d'une immense mélopée, aux éclairages volontiers expressionnistes, con dolore, alternant épisodes affirmés et lentos. L'Allegro central prend même, par osmose, une intonation populaire hébraïque par le jeu de la clarinette qui est le maître-à-danser de cet épisode à 3/8. Le Moderato final affirme un caractère un peu plus rude, ménageant un immense crescendo entre le solo initial de la clarinette et la coda, plus concertante. »

— Pierre-E. Barbier

## Discographie sélective
Cette pièce est fréquemment jouée en concert et dispose de nombreux enregistrements tels :
- « Prokofiev, Kókai, Khatchatourian » par l'ensemble Walter Boeykens : Joris van der Hauwe (hautbois), Walter Boeykens (clarinette), Marjeta Korosec, Peter Despiegelaere (violon), Thérèse-Marie Gilissen (alto), Roel Dieltiens (violoncelle), Étienne Siebens (contrebasse), Robert Groslot (piano), (Harmonia Mundi, HMC901419, 1992)[1]

- The Folk Soul of the Eastern Clarinet par le Roeland Hendrikx Ensemble (label Antarctica, 2024)